# 邢世忠
邢世忠（1938年9月—2019年3月11日），山东济南人，中国人民解放军将领。1953年8月参加中国人民解放军，1956年3月毕业于工程兵学校。1957年1月加入中国共产党，上将军衔。中共第十五屆中央委員。

## 履历
- 1959年任师司令部工兵科参谋；
- 1965年任师司令部作训科参谋；
- 1969年任军直属工兵营营长，军司令部作训处副处长；
- 1975年任团长；
- 1978年任军司令部作训处处长，师参谋长。
- 1979年2月参加中越战争，后任师长；
- 1983年任军长；
- 1983年3月～1984年1月在军事学院学习，
- 1985年任兰州军区参谋长
- 1988年任兰州军区副司令员、济南军区副司令员
- 1988年被授予少将军衔。
- 1993年晋升为中将军衔
- 1995年7月起任国防大学校长。
- 1998年晋升上将军衔。
- 2003年3月當選為十屆全國人大常委會委員、全國人大教科文衛委員會副主任委員。